# Mitwitz
Mitwitz è un comune tedesco di 2 999 abitanti, situato nel land della Baviera.

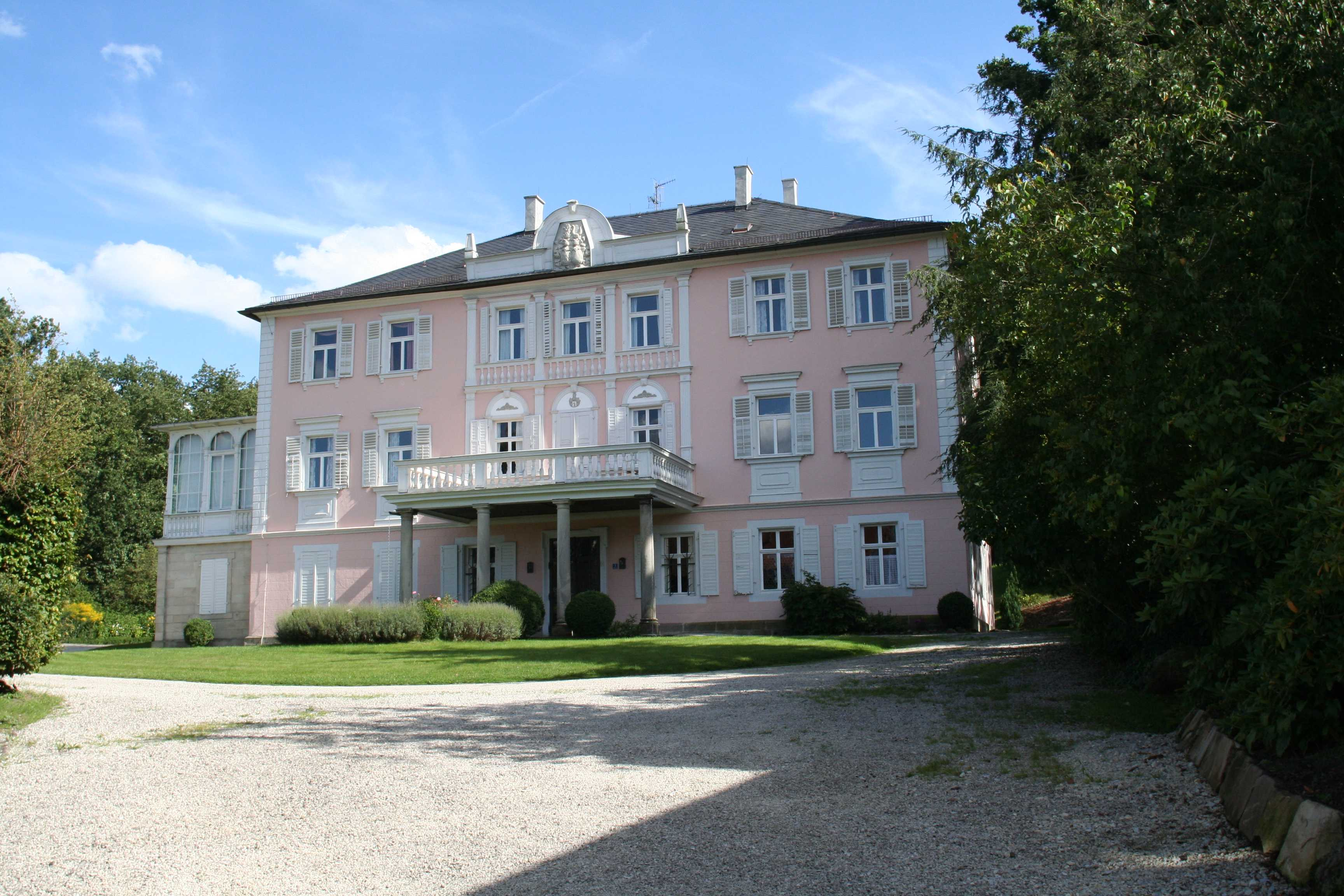
Oberes Schloss (1713)